# Jindires
Jindires (în arabă جنديرس, în kurdă Cindirêsê, în turcă Cinderes, ortografiat și Jandairis, Jandires, Jendires, Jinderes, Jendeires sau Jandarus) este un oraș în nordul Guvernoratului Alep din nordul Siriei, situat la granița cu Turcia. Conform recensământului din 2004 al Biroului Central de Statistică din Siria, Jindires avea o populație de 13.661 de locuitori. Orașul este și centrul administrativ al Nahiei Jindires din Districtul Afrin.
Jindires este așezat pe Râul Afrin, la distanța rutieră de 68,4 km nord-vest de Alep și 20,9 km sud-vest de Afrin. Printre localitățile învecinate se numără Deir Ballut și Bayadah la sud-vest, Zahra la nord-vest, Kafr Safra la nord, Afrin la nord-est și Burj Abdullah la est. 
La începutul Războiului Civil Sirian, Jindires a fost ocupat de Partidul Uniunea Democratică (PYD), prin aripa armată a acestuia, Unitățile de Apărare a Poporului (YPG). Orașul a fost ulterior capturat de Armata Siriană Liberă pro-turcă pe 8 martie 2018, în timpul intervenției militare turce în Afrin.